# Гриша, Гехад
Гехад Заглол Гриша (араб. جهاد زغلول جريشة‎; род. 29 февраля 1976, Мит-Гамр, Дакахлия) — египетский футбольный судья.

## Биография
Гриша стал арбитром ФИФА в 2008 году. Обслуживал матчи африканского отбора на чемпионат мира 2014 года, Кубок африканских наций 2013, 2015, 2017 годов и 2019.
В 2018 году решением ФИФА избран в качестве главного арбитра для обслуживания матчей чемпионата мира в России.